# Parafia św. Jakuba Apostoła w Górze
Parafia św. Jakuba Apostoła w Górze – parafia należąca do dekanatu raciąskiego, diecezji płockiej, metropolii warszawskiej.

## Historia parafii
Pierwsze wzmianki w źródłach o istnieniu parafii pochodzą z pierwszej połowy XV wieku. Pierwszą świątynię wybudowano w 1571 staraniem Górskich. W latach 1572–1578 proboszczem w Górze był ks. Jan Górski, sekretarz króla Zygmunta Augusta.
Kolejny kościół wzniesiono w latach 1723–1738, konsekrował go w 1739 r. bp Marcin Załuski. Kościół przetrwał do początku XIX wieku.
Proboszczem parafii w latach 1995–2021, przez prawie 26 lat, był ks. kan. Wiesław Leszczyński. 
Od 1 lipca 2021 obowiązki administratora parafii pełni ks. dr Paweł Niewinowski.

### Kościół parafialny pw. św. Jakuba w Górze
Obecnie istniejącą świątynię ukończono w 1839. Proboszczem wówczas był ks. Stanisław Osiecki. Jest to budowla drewniana konstrukcji zrębowej, oszalowana z olistwowaniem, orientowana, trójnawowa, zbudowana na rzucie prostokąta z prezbiterium niewyodrębnionym zewnętrznie z nawy, zamkniętym prostokątnie z dwoma bocznymi zakrystiami wewnątrz. Posiada kruchty od frontu i z boku nawy. Dach blaszany jednokalenicowy, dwuspadowy, z ośmioboczną wieżyczką na sygnaturkę zwieńczoną barokowym hełmem z latarnią. Nad kaplicą, zakrystią i kruchtą daszki pulpitowe, wszystkie kryte blachą.
Ołtarz główny i ołtarze boczne w stylu regencji z XVIII wieku, ambona neogotycka z II połowy XIX wieku, prospekt organowy z 1874, chrzcielnica rokokowa z końca XVIII wieku.